# Coloración estructural

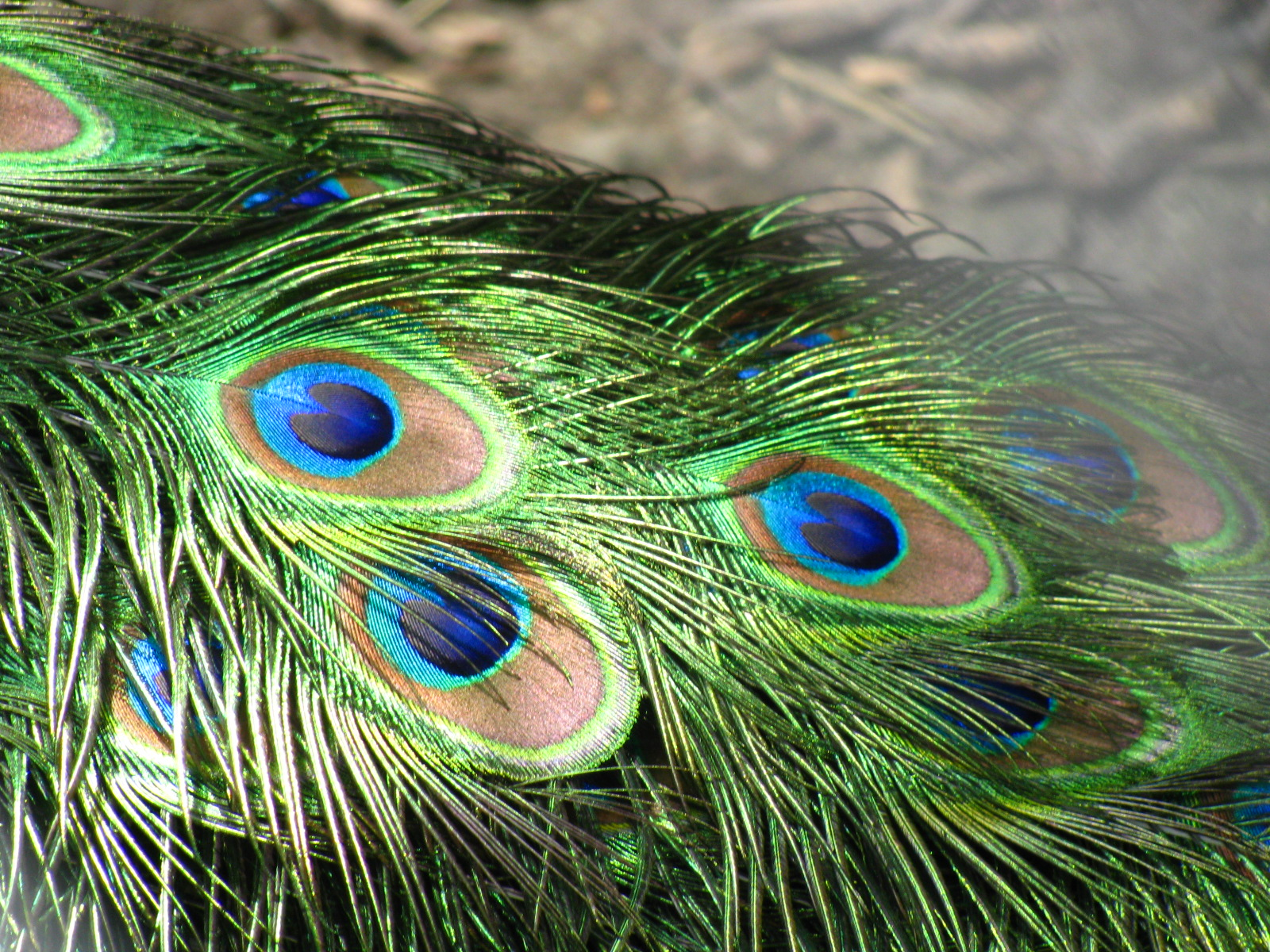
Los colores brillantes e iridiscentes de la cola de los pavorreales son creados por coloración estructural, como lo notaron por primera vez Isaac Newton y Robert Hooke.

Coloración estructural es la producción de color por superficies con estructuras microscópicas, a veces llamadas esquemocromos, lo suficientemente finas para interferir con la luz visible, a veces en combinación con pigmentos. Por ejemplo, las plumas de la cola de los pavos reales tienen una pigmentación marrón, pero su estructura las hace parecer azules, turquesa y verdes, y frecuentemente parecen poseer iridiscencia.
La coloración estructural fue observada por primera vez por los científicos ingleses Robert Hooke e Isaac Newton, y su principio (interferencia de ondas) explicado por Thomas Young un siglo después. Young describió correctamente la iridiscencia como el resultado de interferencia entre las superficies de dos o más láminas delgadas, combinada con la refracción suscitada cuando la luz entra y sale de estas láminas. La geometría determina que a ciertos ángulos la luz reflejada de ambas superficies se adicione (interfiera constructivamente) mientras que a otros ángulos la luz se sustraiga, por lo que diferentes colores aparecen a diferentes ángulos. 
En animales, como en las plumas de las aves o en las escamas de las mariposas, hay interferencia creada por una variedad de mecanismos fotónicos, incluyendo redes de difracción, espejos selectivos, cristales fotónicos, fibras de cristal, matrices de nanocanales y proteínas que pueden tener diferentes configuraciones. Algunos cortes de carne muestran coloración estructural debido al rearreglo constante de las fibras musculares. Muchos de estos mecanismos fotónicos corresponden a estructuras elaboradas, visibles por microscopía electrónica. En las plantas, los colores brillantes son producidos por estructuras intracelulares. La  coloración azul más brillante conocida en cualquier tejido viviente se encuentra en las moras de Pollia condensata, donde las espirales de fibrilas de celulosa producen dispersión de la luz de acuerdo con la Ley de Bragg.
La coloración estructural tiene potencial para aplicarse militar, comercial o industrialmente, con superficies biomiméticas que podrían proveer colores brillantes, camuflaje adaptativo, interruptores ópticos efectivos y vidrio de baja reflectancia.  

## Historia

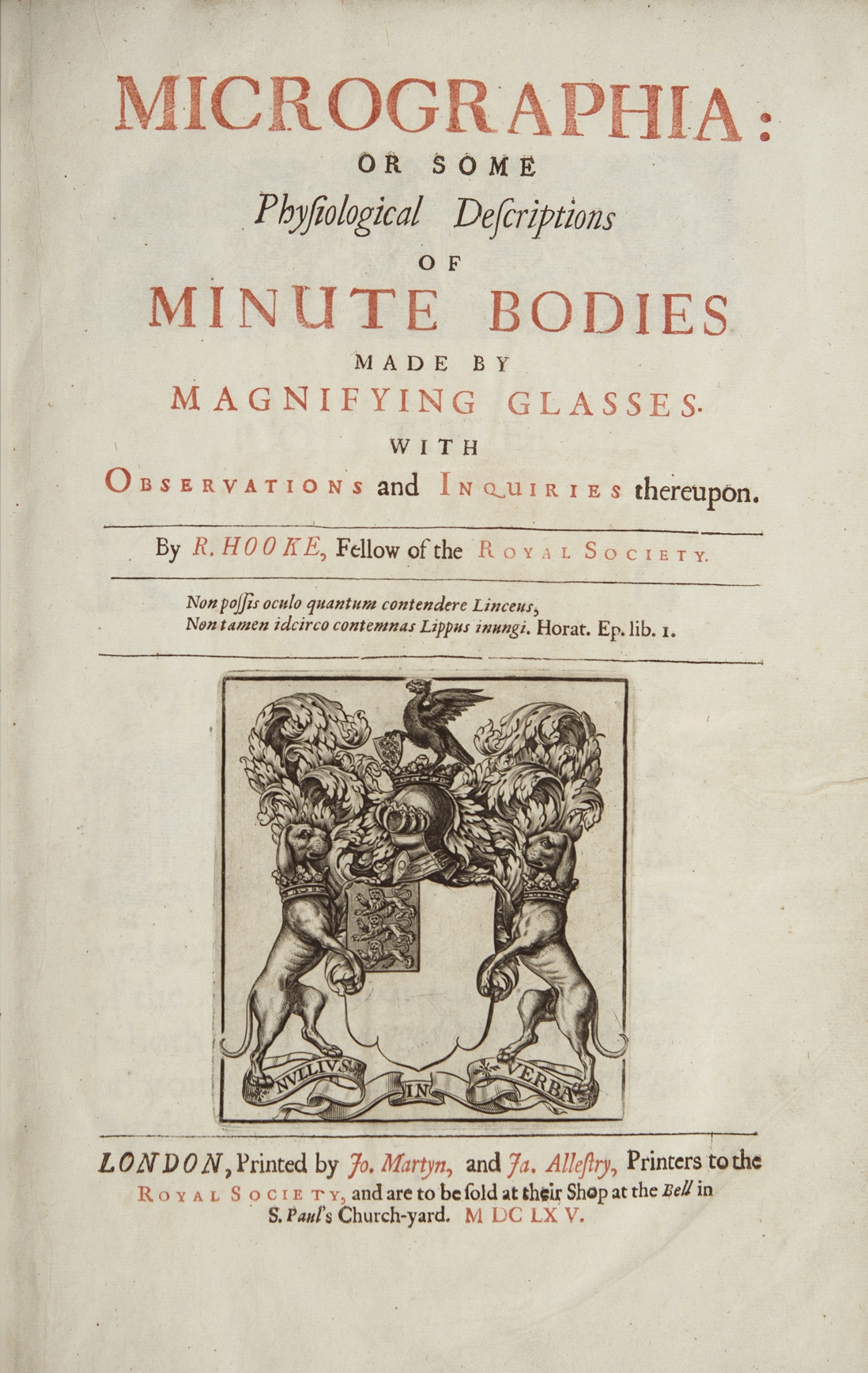
Micrographia (1665) de Robert Hooke's contiene las primeras observaciones de colores estructurales.

Robert Hooke, en Micrographia, su libro de 1665, describió los "fantásticos" colores (estructurales, no de pigmentación) de las plumas del pavo real:
"Las partes de las plumas de esta gloriosa ave a través del microscopio no parecen ser menos llamativas que cuando están enteras; pues, a simple vista es evidente que el tallo o raquis de cada pluma en la cola posee multitudes de ramas laterales, ... entonces, cada una de esas hebras en el microscopio tiene aspecto de grande y alargado el cual consiste de una multitud de partes reflejantes y brillantes.. 
… me parece que las partes superiores están formadas por una multitud de laminillas chapadas, las cuales son extremadamente delgados y se encuentran muy cercanos entre sí de modo que como conchas de madreperla no reflejan la luz de una manera muy intensa sino que la matizan de una manera sumamente curiosa; y a través de diferentes posiciones bajo la misma luz, reflejan uno color diferente de vez en vez de forma muy vívida. Ahora, estos colores son particularmente fantásticos, ya que surgen inmediatamente de las refracciones de la luz. Encontré gracias a esto que el empapar estas partes coloridas destruye sus colores lo que parece ser generado por la alteración de la reflexión y refracción."
En su libro de 1704 Opticks, Isaac Newton describió el mecanismo de coloración (además del pigmento marrón) de la cola de los pavo reales. Newton notó que
"Las plumas exquisitamente coloradas de algunas aves y particularmente, aquellas de las colas de los pavo reales, parecen tener en la misma parte de la pluma varios colores en diferentes ángulos de visión, de similar manera en que las laminillas lo aparentaban en las observaciones séptima y novena, entonces sus colores surgen del mínimo grosor de las partes transparentes de las plumas, es decir, de la delgadez de los finos cabellos, o Capillamenta, que crecen de los costados de las ramas o fibras laterales más gruesas de esas plumas."

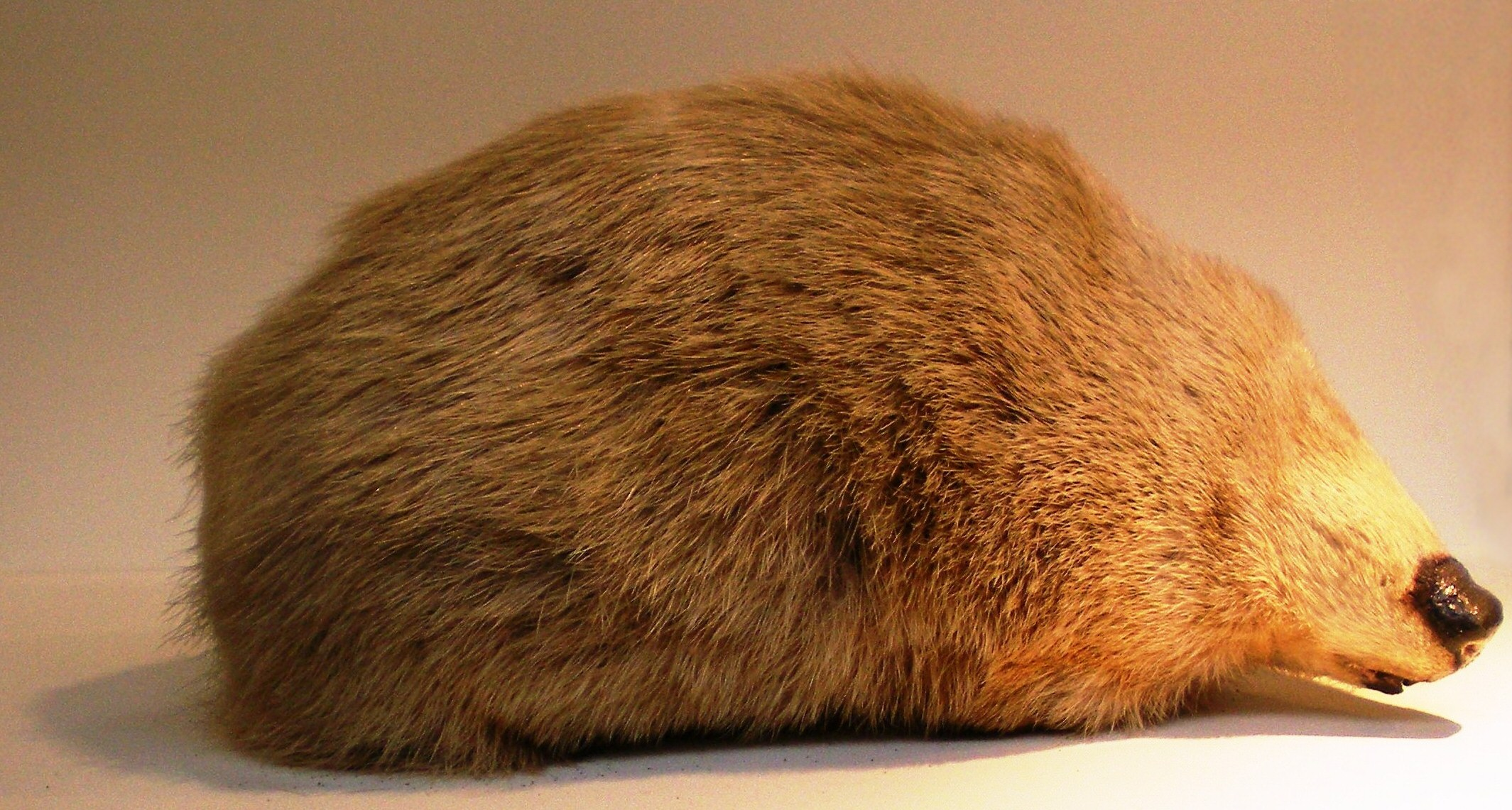
En 1892, Frank Evers Beddard notó que el tupido pelaje de los topos dorados del género Chrysospalax presentaba coloración estructural.

Thomas Young (1773–1829) amplió la teoría de partículas de luz de Newton demostrando que la luz también se puede comportar como una onda. Él demostró en 1803 que la luz puede difractarse por bordes o resquicios afilados creando patrones de interferencia.
En el libro Animal Coloration escrito en 1892 por Frank Evers Beddard (1858–1925), este reconoció la existencia de colores estructurales:
"Los colores de los animales existen por la sola presencia de pigmentos definidos en la piel, o ... por debajo de la piel; o pueden estar parcialmente causados por efectos ópticos debido a la dispersión, difracción o refracción desigual de los rayos de luz. Los últimos se denominan frecuentemente como colores estructurales; son causados por la estructura de superficies coloradas. El lustre metálico de las plumas de muchas aves, como de los colibríes es causado por la presencia de estrías excesivamente finas sobre la superficie de sus plumas.": 1 
Pero Beddard después hizo de lado la coloración estructural, primero como subordinada a los pigmentos: " en cada caso el color [esctructural] necesita para su exhibición un trasfondo de pigmento oscuro;" : 2  y luego afirmando su rareza  "La fuente más común en animales invertebrados es la presencia de pigmentos definidos...": 2  aunque posteriormente admite que el topo dorado del cabo tiene "peculiaridades estructurales"  en su pelaje que "dan origen a sus colores brillantes".: 32 

## Principios

### Estructura no pigmentada

Cuando la luz cae en una lámina delgada, las ondas reflejadas de las superficies inferiores y superiores viajan por diferentes distancias dependiendo del ángulo, de modo que interfieren.

La coloración estructural está causada por efectos de interferencia, no por los pigmentos. Los colores son producidos cuando un material posee patrones de líneas finas y paralelas, formado por una o más capas delgadas en paralelo, o en otros casos compuestas por microestructuras en la escala de la longitud de onda del color.
El color azul o verde del plumaje de muchas aves (p. ej. abejarucos, martín pescador y carracas) es causado por este fenómeno, así como la coloración de las alas de muchas mariposas y los caparazones de algunos escarabajos (élitros). Frecuentemente, estos son iridiscentes, como las plumas del pavo real y las conchas nacaradas de las ostras de perla (Pteriidae) y de los Nautilus. Esto es porque el color reflejado depende del ángulo de visión, que se relaciona estrechamente con el espacio aparente entre las estructuras responsables. Los colores estructurales pueden combinarse con colores de pigmento: las plumas del pavo real están pigmentadas con melanina.

### Principio de iridiscencia

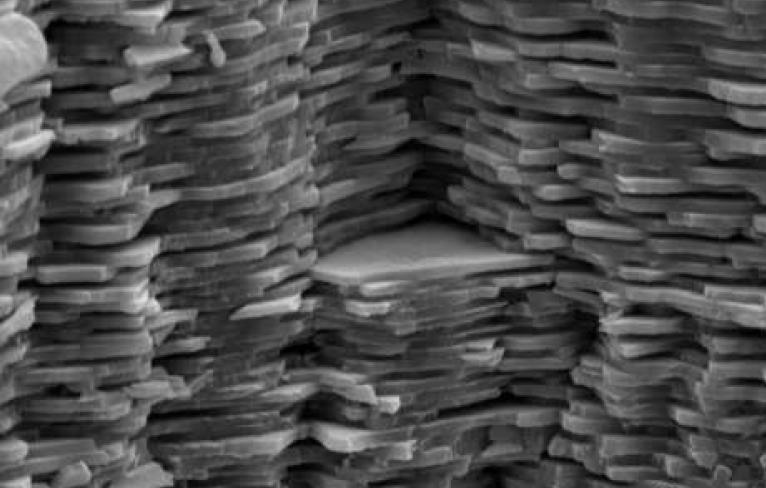
Micrografía electrónica de una superficie de nácar fracturada, donde se pueden apreciar múltiples capas de láminas delgadas.

La iridiscencia, como lo explica Thomas Young en 1803, es creada cuando capas de láminas extremadamente delgadas reflejan parte de la luz que cae en sus superficies superiores y parte de la luz que atraviesa la membrana se ve reflejada por la superficie inferior de la lámina. Los dos conjuntos de ondas reflejadas viajan de regreso en la misma dirección, pero debido a que las ondas reflejadas en la parte inferior viajan un poco más (debido al grosor, al índice de refracción de la lámina, y al ángulo de la luz) estas se encuentran desfasadas.  Cuando las ondas se encuentran desfasadas por una o más longitudes de onda (en otras palabras, en ciertos ángulos específicos), estas interfieren constructivamente (adición) generando una reflexión fuerte. En otros ángulos y desfases, éstas pueden interferir destructivamente (sustracción) generando reflexiones débiles. Las capas delgadas en cuestión reflejan selectivamente una sola longitud de onda (un único color) en un ángulo específico, pero diferentes longitudes en diferentes ángulos. Entonces, conforme una estructura de capa delgada se mueve, ésta parece cambiar de color, como las alas de las mariposas o las plumas de algunas aves .

## Mecanismos

### Estructuras fijas

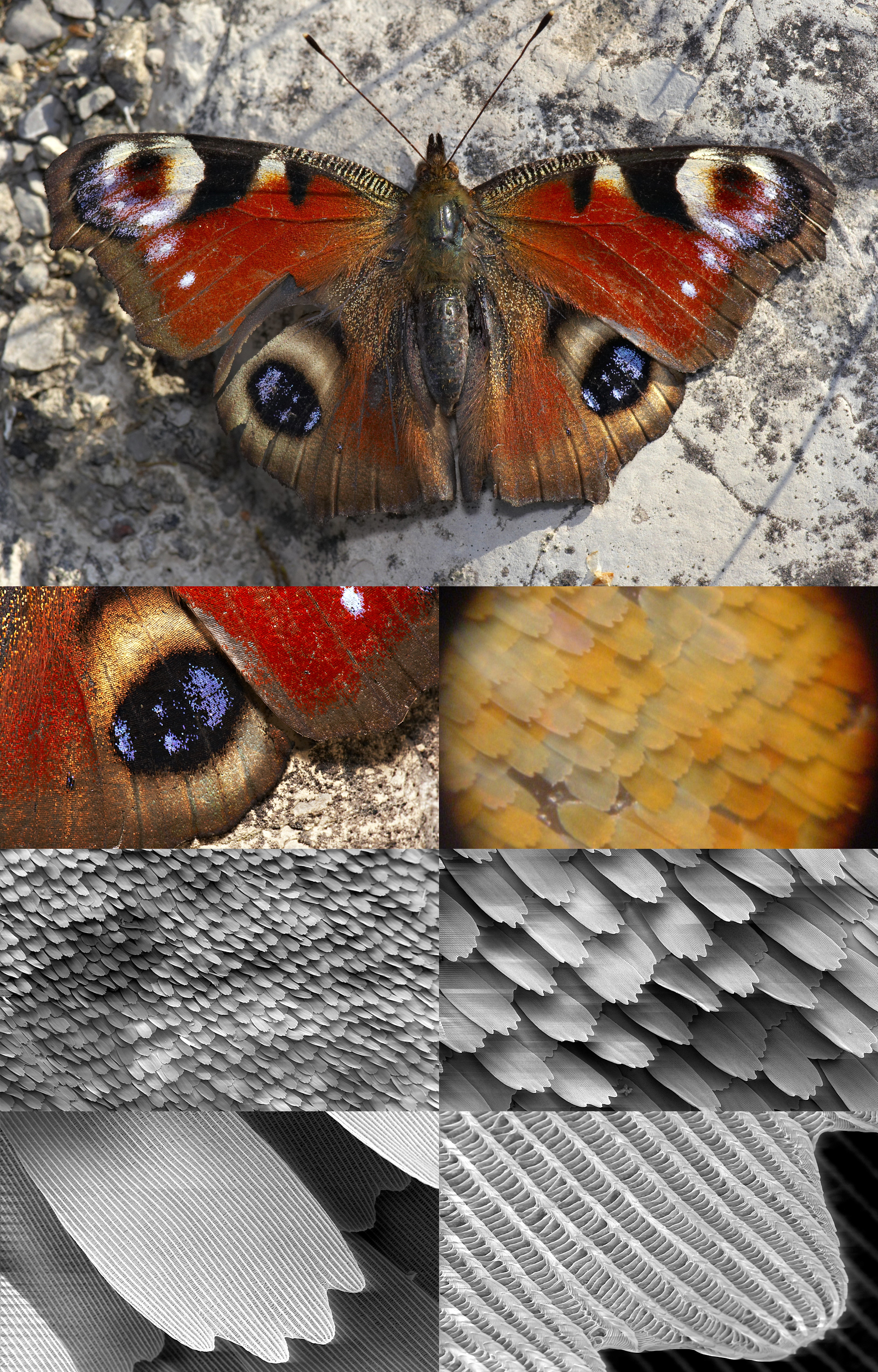
Un ala de mariposa a diferentes escalas de magnificación, donde se pueden apreciar las microestructura de quitina que actúan como una red de difracción.

Existe variedad en las estructuras fijas que pueden crear colores estructurales, por mecanismos que incluyen redes de difracción, espejos selectivos, cristales fotónicos, fibras de cristal y matrices deformadas. Las estructuras pueden ser mucho más elaboradas que una única lámina delgada: las películas pueden ser afiladas para producir iridiscencia fuerte, combinar dos colores  o para balancear el cambio de color inevitable debido al cambio de ángulo dando origen a una iridiscencia menor o más difusa. Cada mecanismo aporta una solución específica al problema de crear un color brillante o una combinación de colores visible desde diferentes direcciones.

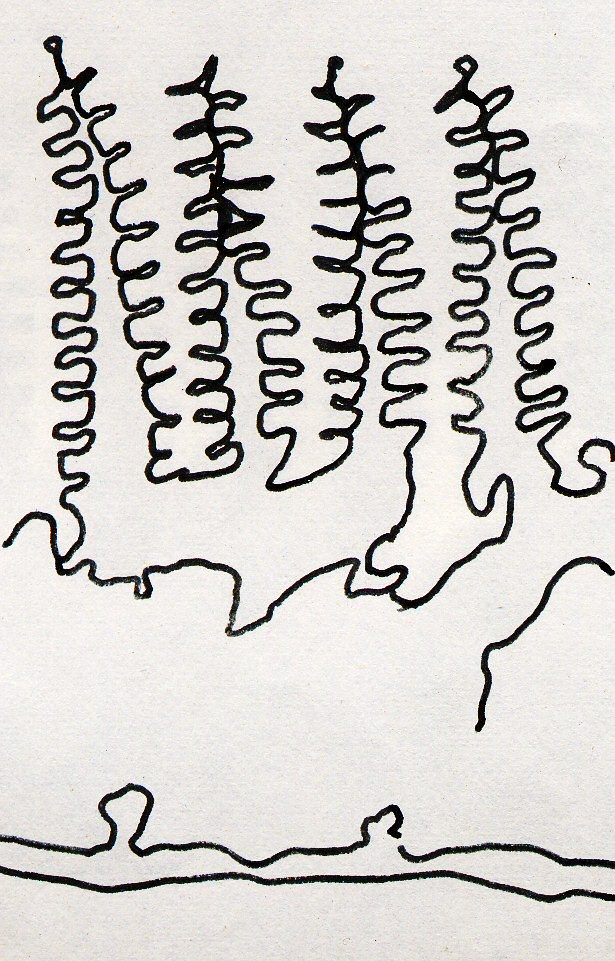
Boceto de microestructuras con forma de abeto en una escama de mariposa Morpho

Una red de difracción conformada por capas de quitina y aire permite los colores de muchas de las escamas en las alas de varias mariposas así como en las plumas de la cola de los pavo reales. Hooke y Newton estaban en lo correcto cuando clamaron que los colores del pavo real son creados por interferencia, pero las estructuras responsables, que se encuentran cercanas en escala con la longitud de onda (véanse las micrografías) eran más pequeñas que las estructuras estriadas que ellos podían ver a través de sus microscopios ópticos.Otra forma de producir una red de difracción es con las formas en forma de árbol de la quitina, encontradas en las escamas de las alas de algunas de las mariposas tropicales y brillantemente coloradas del género  Morpho (véase el boceto). Otra variante existe en Parotia lawesii, el ave del paraíso de Lawes. Las bárbulas de las plumas ubicadas en su colorido parche pectoral tienen forma de V, creando microestructuras de láminas delgadas que reflejan fuertemente dos brillantes colores diferentes, azul verde y un intermedio entre naranja y amarillo. Cuando el ave se mueve, el color cambia drásticamente entre estos dos colores, oponiéndose a los suaves cambios de los colores iridiscentes. Sistemáticamente, el ave macho hace pequeños movimientos para atraer a las hembras, de modo que las estructuras deben de haber evolucionado a través de selección sexual.
Cristales fotónicos pueden formarse de diferentes maneras. En Parides sesostris, una mariposa con parches color esmeralda, los cristales fotónicos están conformados por arreglos de nanoaberturas en la quitina de las escamas de las alas. Las aberturas tienen un diámetro cercano a los 150 nanómetros y se encuentran separadas por la misma distancia. Estos se encuentran ordenados de regularmente y en pequeños parches con diferentes orientaciones entre sí. El resultado es que estas escamas de la mariposa con parches esmeralda reflejan la luz de manera uniforme en vez de ser iridiscentes. Lamprocyphus augustus, un gorgojo de Brasil, tiene un exoesqueleto de quitina cubierto por escamas verdes ovales iridiscentes. Estas contienen redes cristalinas con forma de diamante, orientadas en todas las direcciones lo que rinde un verde centelleante que varía poco con la diferencia del ángulo de observación. Estas escamas están divididas en pixeles que miden alrededor de un micrómetro de ancho. Cada pixel es un cristal independiente que refleja la luz de forma distinta a los cristales aledaños.

Coloración estructural a través de espejos selectivos en la mariposa cola de golondrina esmeralda.

Espejos selectivos para crear efectos de interferencia, éstos tienen forma de cuenco de tamaño micrométrico, los cuales están cubiertos de múltiples capas de quitina. Estos se pueden encontrar en las escamas de la mariposa cola de golondrina esmeralda Papilio palinurus. Estos actúan como espejos altamente selectivos para dos longitudes de onda de luz. La luz amarilla se refleja directamente en los centros de los cuencos mientras que la luz azul se refleja dos veces en los lados de los cuencos. La combinación proporciona un color verde, pero puede verse en el microscopio como un arreglo de puntos amarillos rodeados de círculos azules.
Fibras cristalinas, formadas por arreglos hexagonales de nanofibras huecas, crean los colores brillantes de las cerdas de Aphrodita, el ratón marino, un género de anélidos marinos que no tienen apariencia de gusano.  Los colores son aposemáticos, dando alarma a los depredadores de no atacar. Las paredes de quitina de las cerdas huecas forman cristales fotónicos con patrón hexagonal de panal; los agujeros hexagonales se ven separados por 0.51 micrómetros. Ópticamente, la estructura se comporta como si consistiera de un apilado de 88 redes de difracción, haciendo de Aphrodita uno de los organismos marinos más iridiscentes.

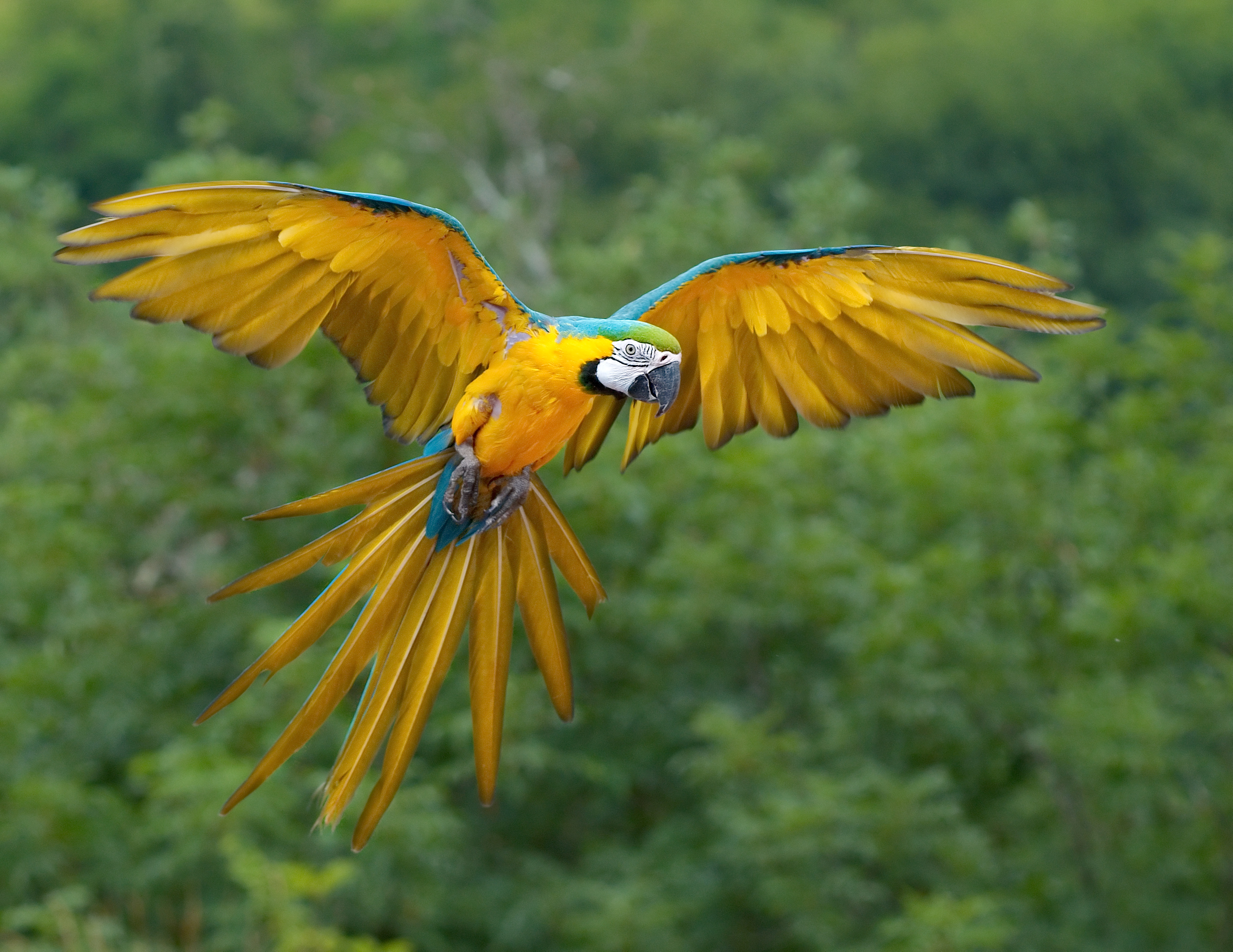
Los magníficos colores no iridiscentes del guacamayo amarillo y azul creados por nanocanales aleatorios.

Matrices deformadas, consisten de nanocanales orientados aleatoriamente en una matriz de queratina similar a una esponja. Estas crean el color difuso y no iridiscente de Ara ararauna, el guacamayo azul y amarillo. Gracias a que no todas las reflecciones están orientadas en la misma dirección, los colores, aunque magníficos, no varían mucho con el ángulo, de modo que no son iridiscentes.

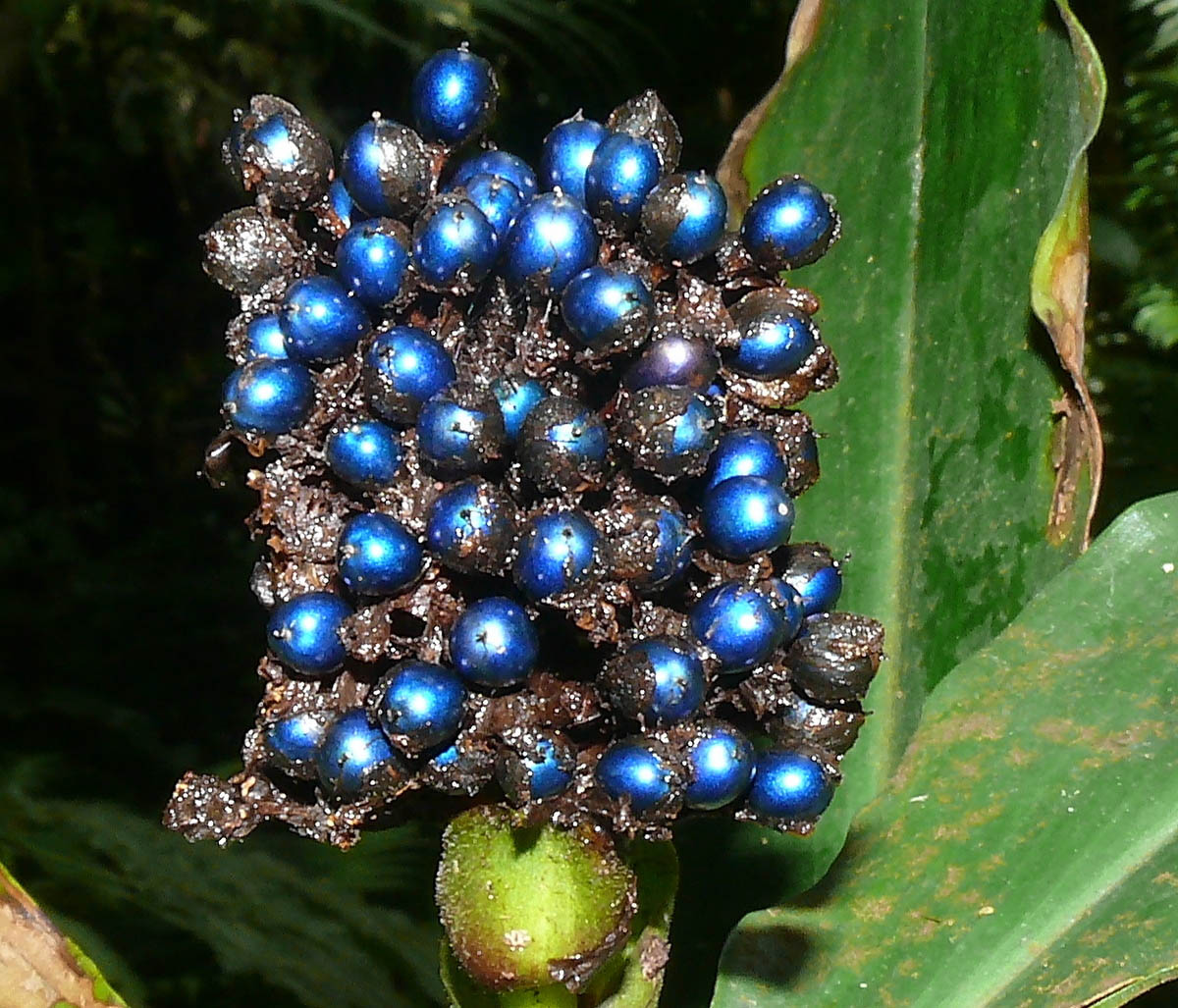
El azul conocido más intenso: Moras de Pollia condensata.

Estructuras en espiral, formados de microfibrilas de celulosa apiladas helicoidalmente, estas forman reflexiones de Bragg en las "moras canica" de la hierba africana Polilia condensata, que resultan en la coloración azul más intensa conocida en la naturaleza. La superficie de las moras tiene cuatro capas de células con paredes celulares gruesas que contienen espirales de celulosa transparente separadas de manera que permiten interferencia constructiva con la luz azul. Bajo estas células existe una capa de dos o tres células de grosor que contienen taninos marrón oscuro. Pollia produce un color más fuerte que el de las alas de mariposas Morpho y es uno de los primeros casos de coloración estructural conocidos en plantas. Cada célula tiene su propio grosor de fibras apiladas, haciéndola reflejar un color diferente a las cercanas lo que genera un efecto pixelado o de puntillismo consistente en diferentes azules con pequeñas pecas de verde brillante y puntos rojos y morados. Las fibras de una célula pueden tener orientación a la derecha o a la izquierda de modo que cada célula polariza circularmente la luz que refleja en una dirección o la otra. Pollia es el primer organismo del que se conoció una actividad de polarización de luz tan aleatoria, aunque no tiene una función visual, pues las aves comedoras de semillas que visitan estas especies no pueden percibir luz polarizada. Las microestructuras anteriores también se pueden encontrar en escarabajos escarabeidos generando colores iridiscentes. 

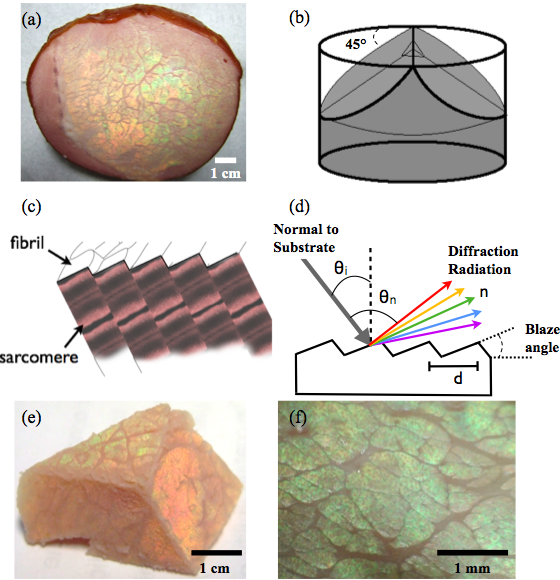
Tejido muscular de un lomo de cerdo con iridiscencia. a) Corte transverso respecto al eje largo de las fibras musculares (b) Planos de sección a diferentes ángulos. (c) Un esquema de la periodicidad de las fibras y fibrilas musculares. (d) La interferencia de la luz con una red de difracción. (e) Dependencia angular de la iridiscencia en un corte de carne. (f) Imagen microscópica.

Redes de superficie, consisten en superficies característicamente ordenadas debido a la exposición de las células musculares en cortes de carne. La coloración estructural en los cortes de carne aparece hasta que el patrón ordenado de fibrilas musculares se expone y la luz es difractada por las proteínas en las fibrilas. La coloración o longitud de onda de la luz difractada depende del ángulo de observación y puede ser realzada cubriéndolos con películas translucidas. La estructura puede colapsar si se le da una textura áspera o removiendo el contenido de agua por secado, lo que a su vez elimina la coloración estructural.

### Estructuras variables
Algunos animales, incluyendo a cefalópodos como el calamar son capaces de cambiar su color rápidamente con propósitos de camuflaje o señalización. Los mecanismos implican proteínas reversibles que pueden cambiar conformacionalmente entre dos configuraciones. La configuración de las proteínas de reflectina en los cromatóforos de la piel del calamar Loligo pealeii es controlada por carga eléctrica. Cuando no hay carga, las proteínas se organizan estrechamente, formando una capa delgada y reflejante; cuando hay carga presente las moléculas se organizan de una forma menos estrecha, formando una capa más delgada. Como los cromatóforos contienen múltiples capas de reflectina, el cambio afecta el espacio entre las capas y a su vez al color de la luz que se refleja.

## Ejemplos

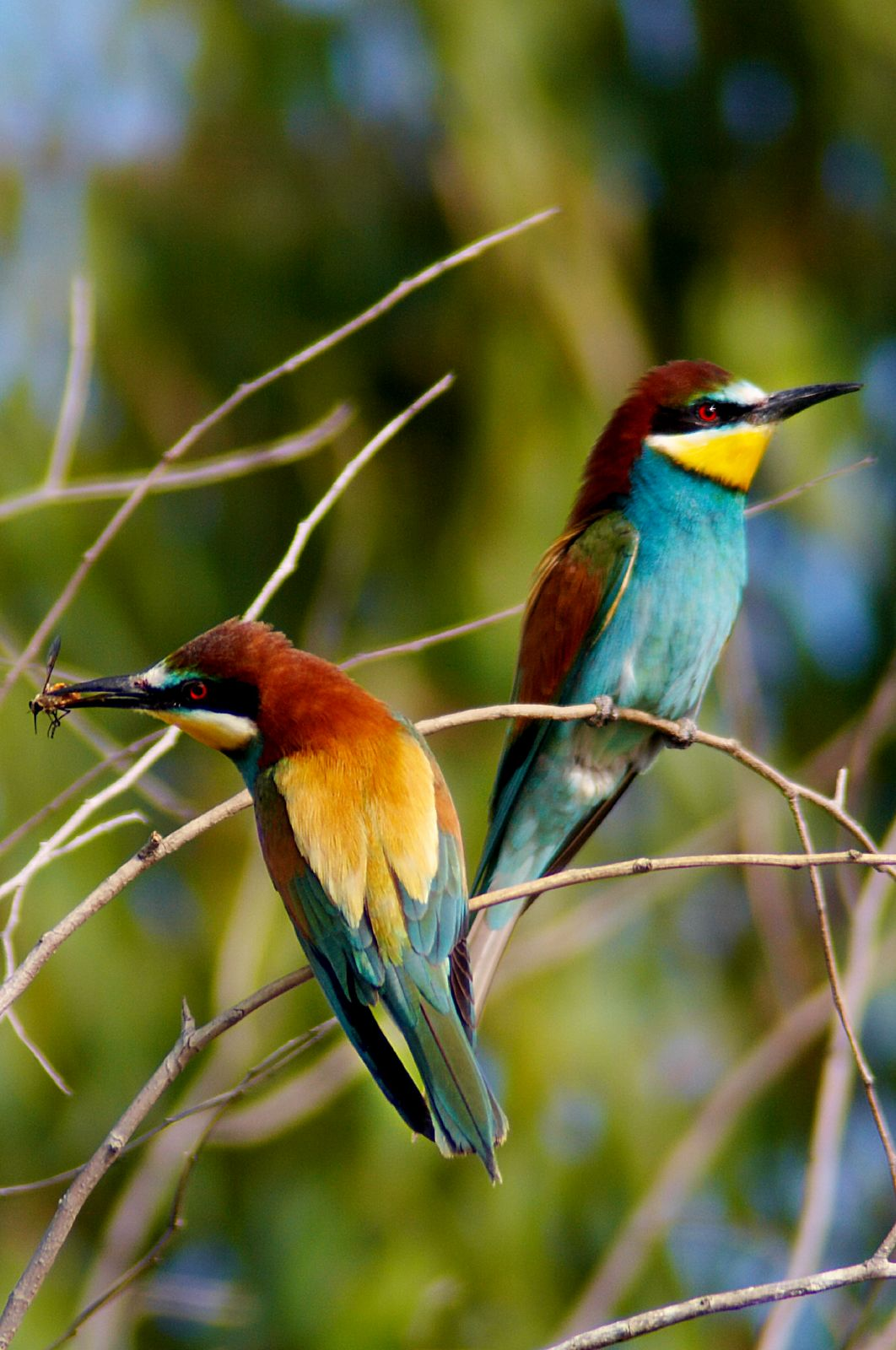
Los abejarucos europeos le deben sus brillantes colores parcialmente a las microesctructuras de redes de difracción en sus plumas.
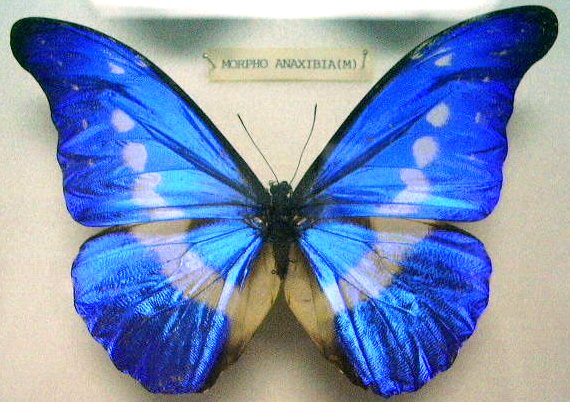
Las mariposas Morpho como la Morpho helena tienen colores brillantes producidos por intrincadas microestructuras con forma de abeto, las cuales son muy pequeñas para microscopios ópticos.
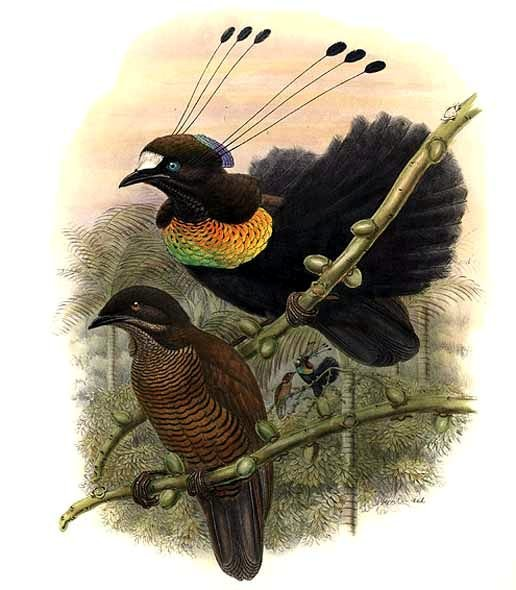
El macho de las aves Parotia lawesii mandando señales a la hembra con sus plumas pectorales que cambian de azul a amarillo.
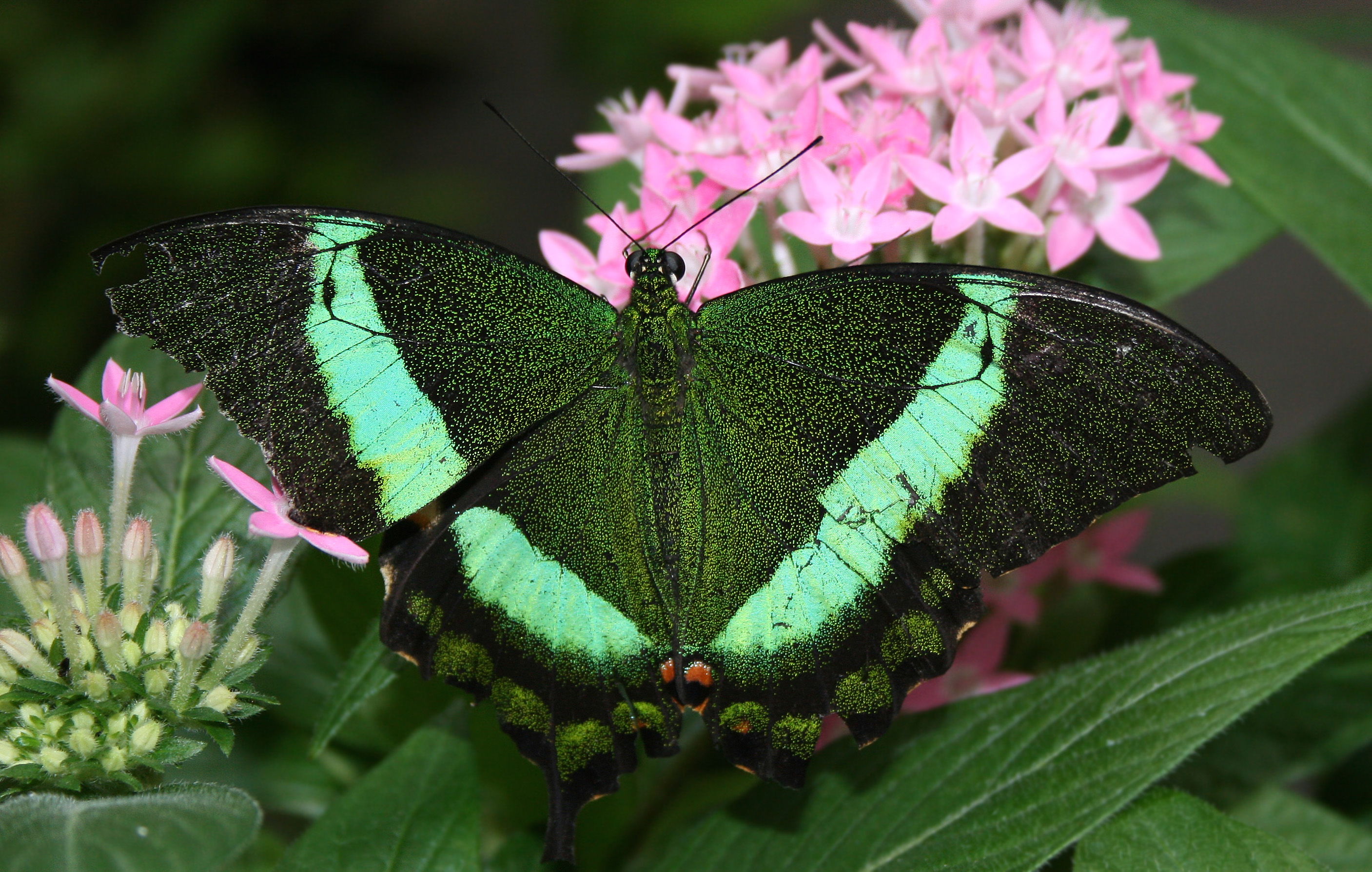
El verde brillante de las mariposas cola de golondrina esmeralda es creado por arreglos de cuencos microscópicos que reflejan la luz amarilla directamente y la azul por sus lados.
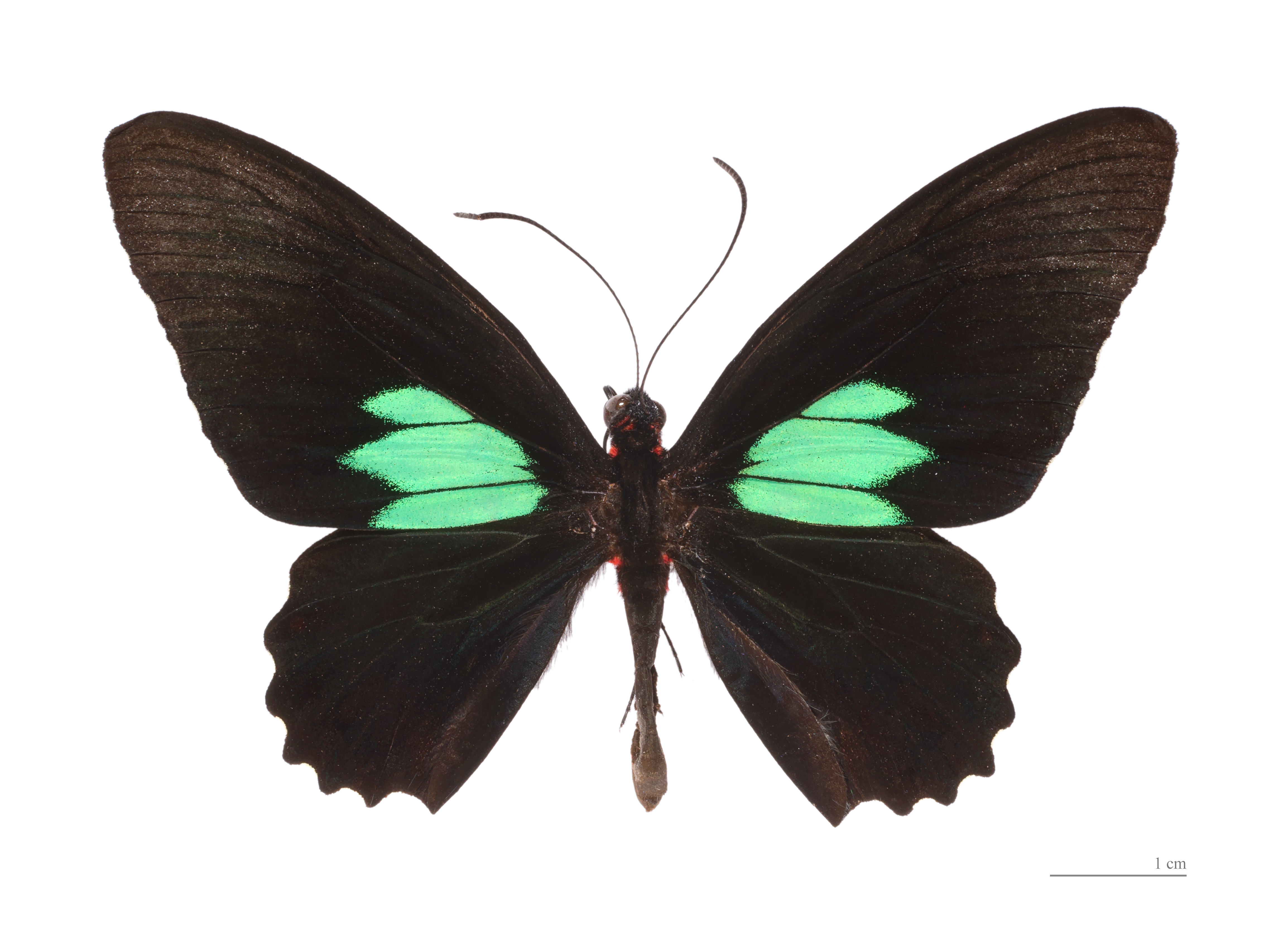
La mariposa con parches color esmeralda, Parides sesostris, crea su color verde brillante a través de cristales fotónicos.
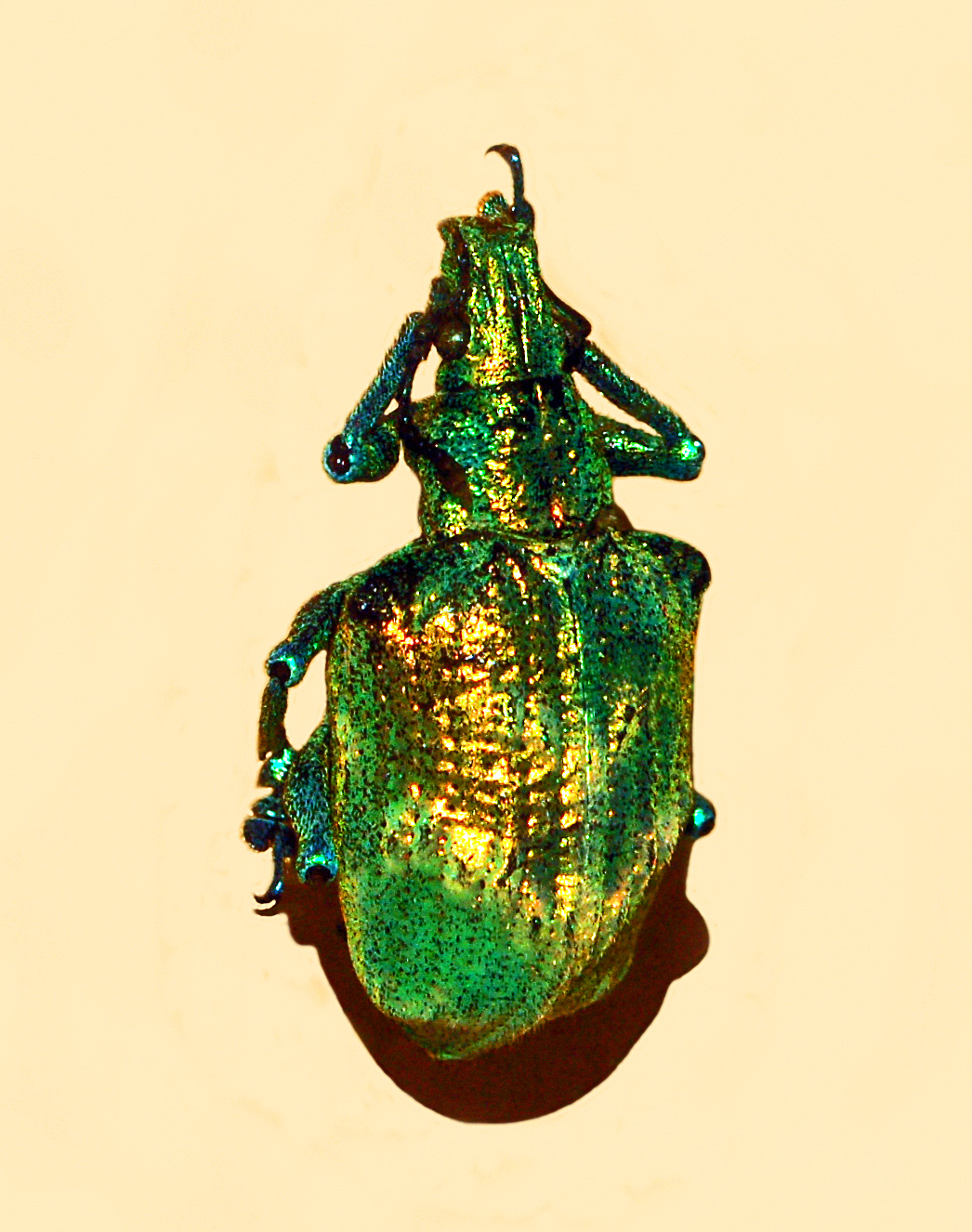
Escamas iridiscentes Lamprocyphus augustus de un escarabeido que contienen redes cristalinas con forma de diamante orientadas en todas las direcciones, para dar un color verde casi uniforme.
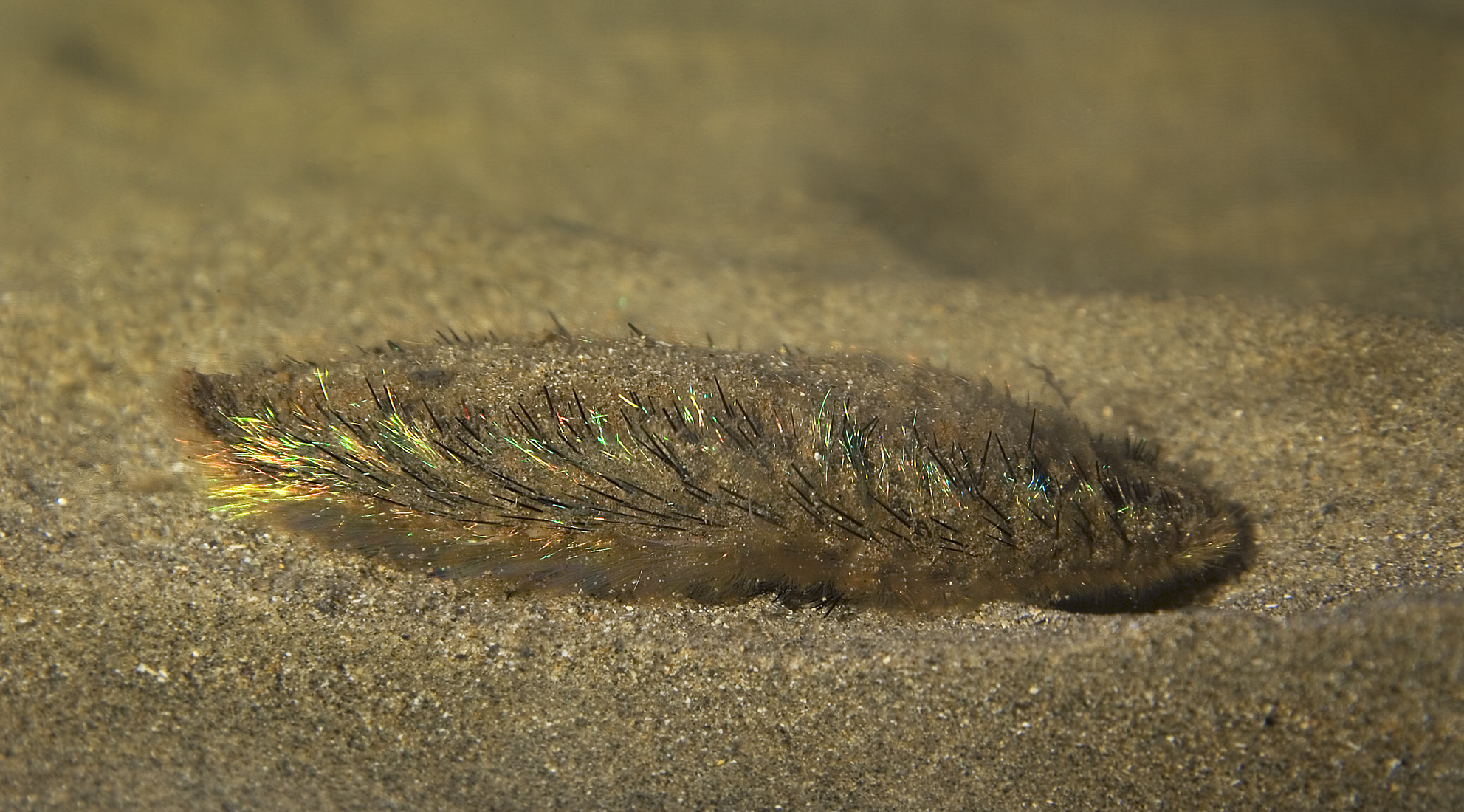
Cerdas huecas de nanofibras Aphrodita aculeata (una especie de ratón marino) que reflejan luz en tonos de amarillo, rojo y verde para ahuyentar a los depredadores.
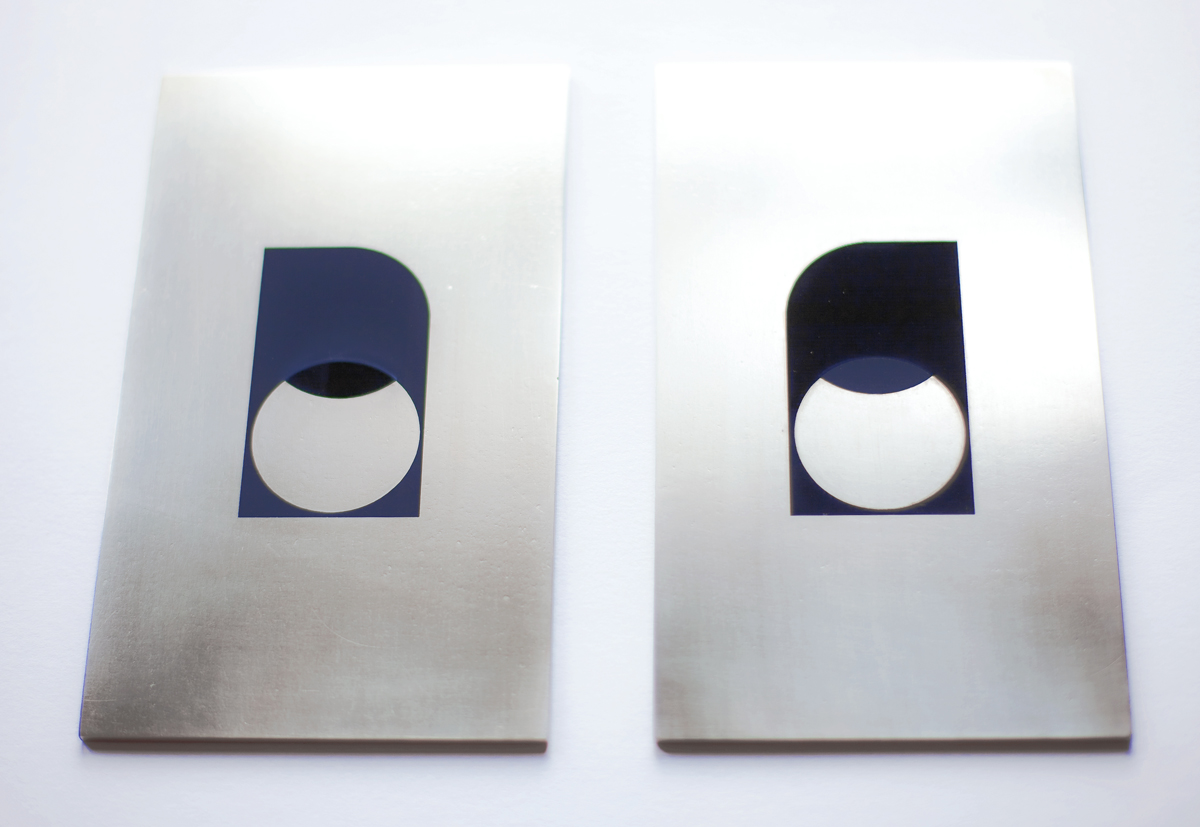
Rubins J. Spaans - primeras obras de arte con colores estructurales
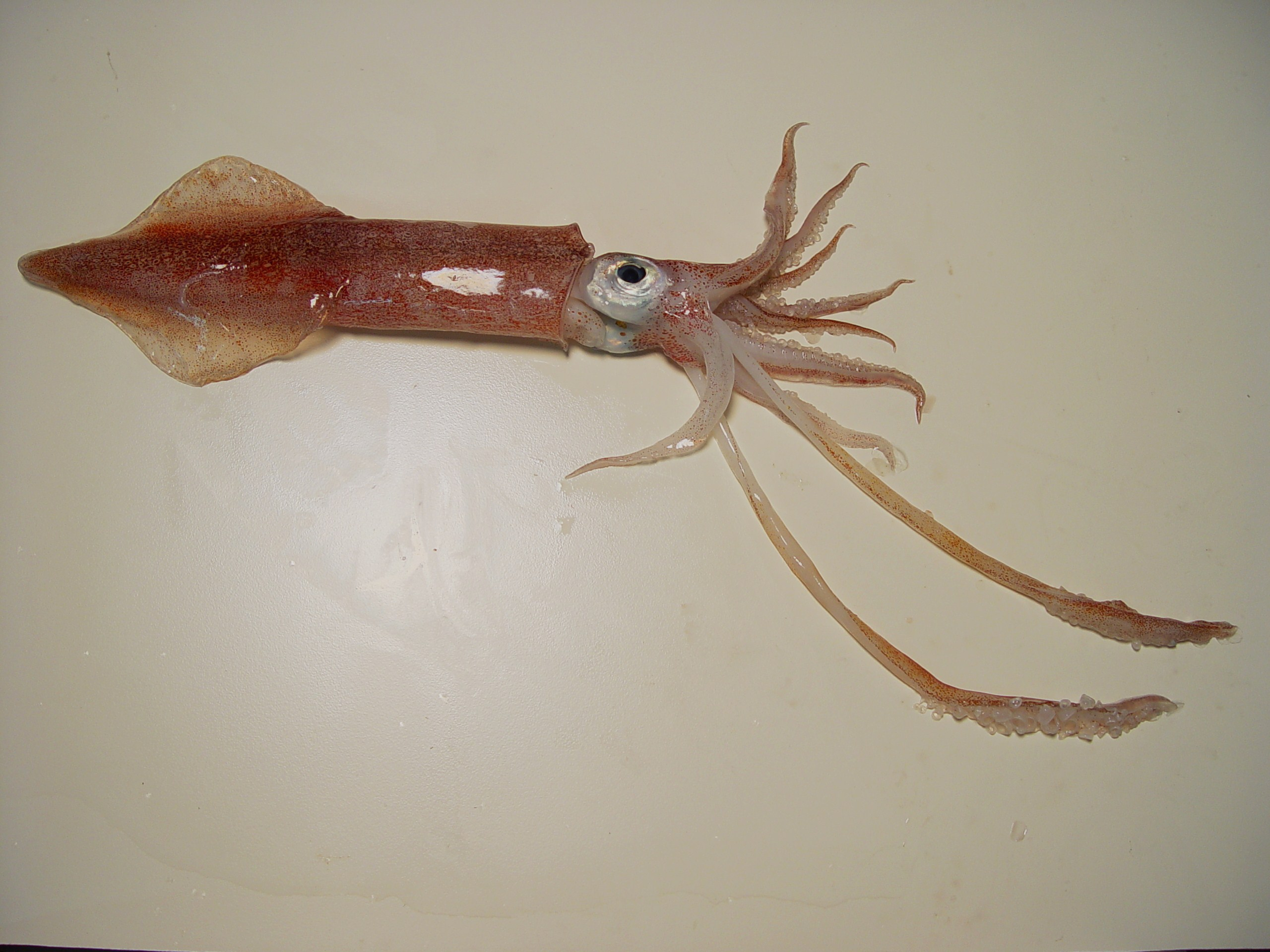
El calamar de aleta larga Loligo pealeii ha sido estudiado por su habilidad para cambiar de color.
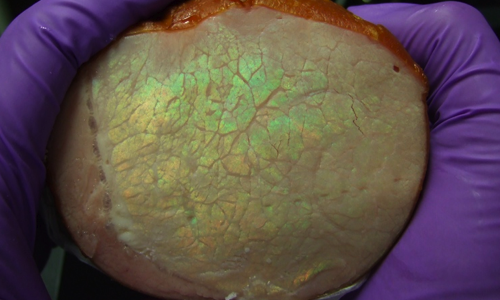
La iridiscencia en la carne es causada por redes de difracción de superficie.

## En la tecnología
La coloración estructural puede ser explotada industrialmente y comercialmente, pues la investigación que puede llevar a tales aplicaciones ya se está realizando. Un ejemplo de esto es la creación de telas camuflaje militar activo o adaptativo que puedan variar sus colores y patrones para igualar a los de sus alrededores, justo como los camaleones o los cefalópodos lo hacen. La habilidad de variar la reflectividad a diferentes longitudes de onda de la luz también podría llevarse a la creación de interruptores ópticos que pudieran funcionar como transistores, permitiendo a los ingenieros crear computadoras ópticas  y enrutadores veloces.
La superficie del ojo compuesto de la mosca doméstica está saturada de proyecciones microscópicas que tienen como efecto la reducción de la reflexión y por consiguiente el aumento de la transmisión de la luz incidente. De forma similar, los ojos de algunas polillas tienen superficies antireflejantes, que utilizan arreglos de pilares más cortos que la medida de la longitud de onda de la luz. Las nanoestructuras cuyo diseño esté basado en los ojos de las polillas podrían ser utilizadas para crear vidrio de baja reflectancia para ventanas, celdas solares, dispositivos de exhibición y tecnologías militares de sigilo. Las superficies biomiméticas antireflectivas utilizando este principio podrían ser manufacturadas creando primero una máscara por litografía con nanopartículas de oro y luego realizando grabados por iones reactivos. .

### Primeros libros sobre el tema
- Beddard, Frank Evers (1892). Animal Coloration, An Account of the Principal Facts and Theories Relating to the Colours and Markings of Animals. Swan Sonnenschein, Londres.

--- 2.ª Edición, 1895.
- Hooke, Robert (1665). Micrographia, John Martyn y James Allestry, Londres.
- Newton, Isaac (1704). Opticks, William Innys, Londres.

### Investigación
- Fox, D.L. (1992). Animal Biochromes and Animal Structural Colours. University of California Press.
- Johnsen, S. (2011). The Optics of Life: A Biologist's Guide to Light in Nature. Princeton University Press.
- Kolle, M. (2011). Photonic Structures Inspired by Nature . Springer.

### Libros en general
- Brebbia, C.A. (2011). Colour in Art, Design and Nature. WIT Press.
- Lee, D.W. (2008). Nature's Palette: The Science of Plant Color. University of Chicago Press.